# Tagetes minuta
Tagetes minuta ist eine Pflanzenart aus der Gattung Tagetes in der Familie der Korbblütler (Asteraceae). Sie stammt aus Südamerika. Sie ist in Peru ein beliebtes Küchenkraut sowie fester Bestandteil der peruanischen Küche und wird dort Huacatay und in Bolivien Wakataya genannt.

## Beschreibung

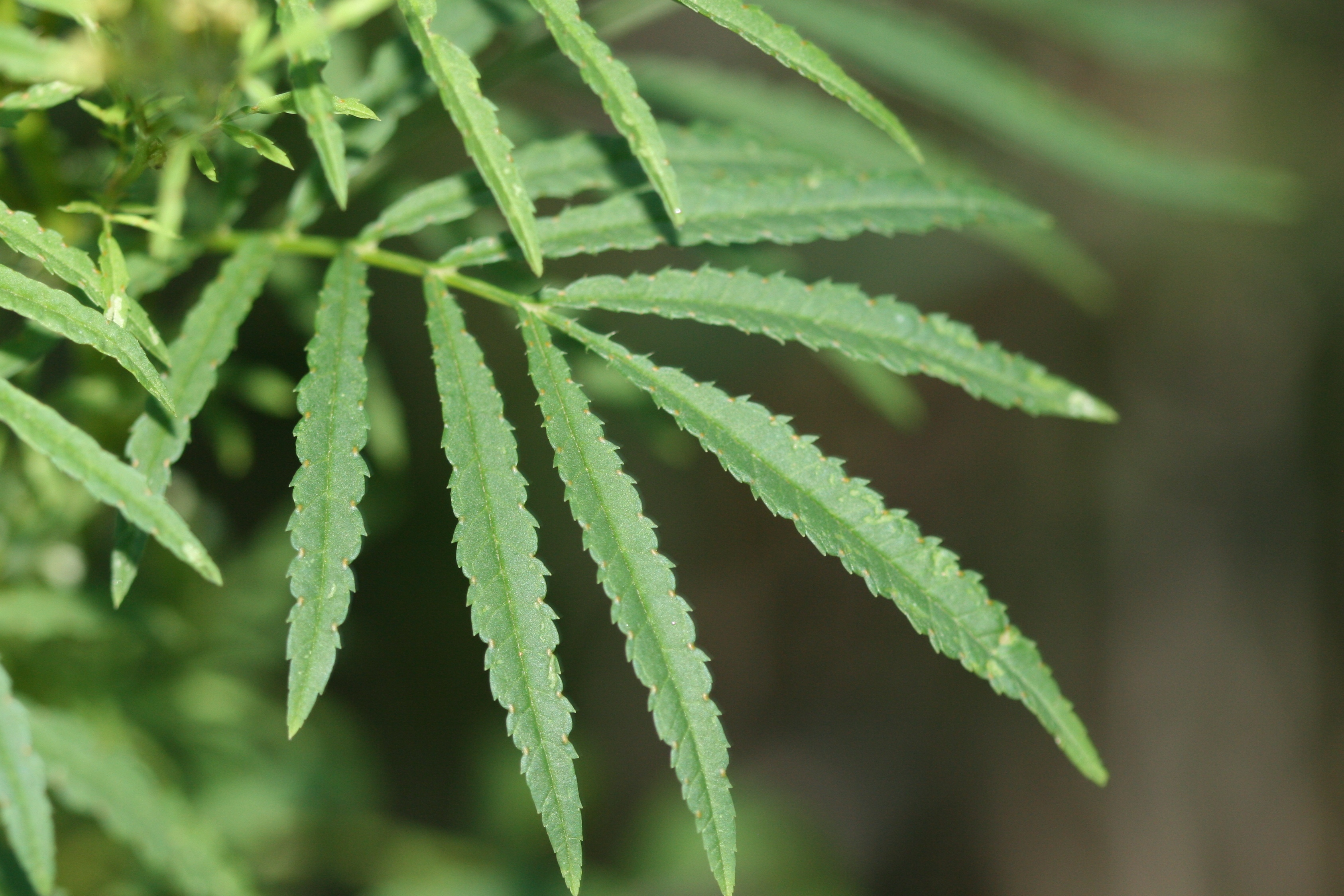
Zerschnittenes Laubblatt, man sieht auch die orangen Drüsen

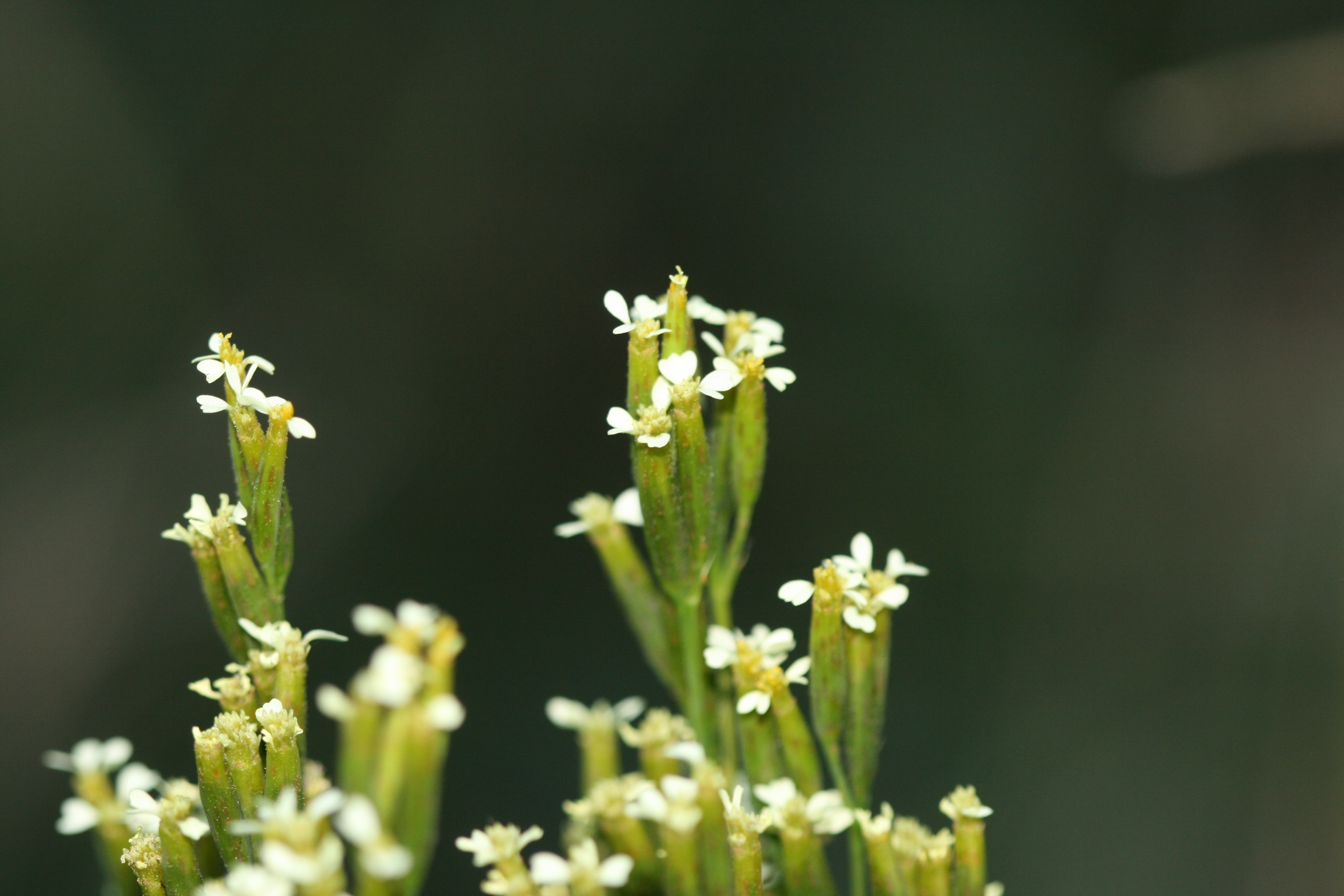
Ausschnitt eines Blütenstandes mit kleinen Blütenkörben

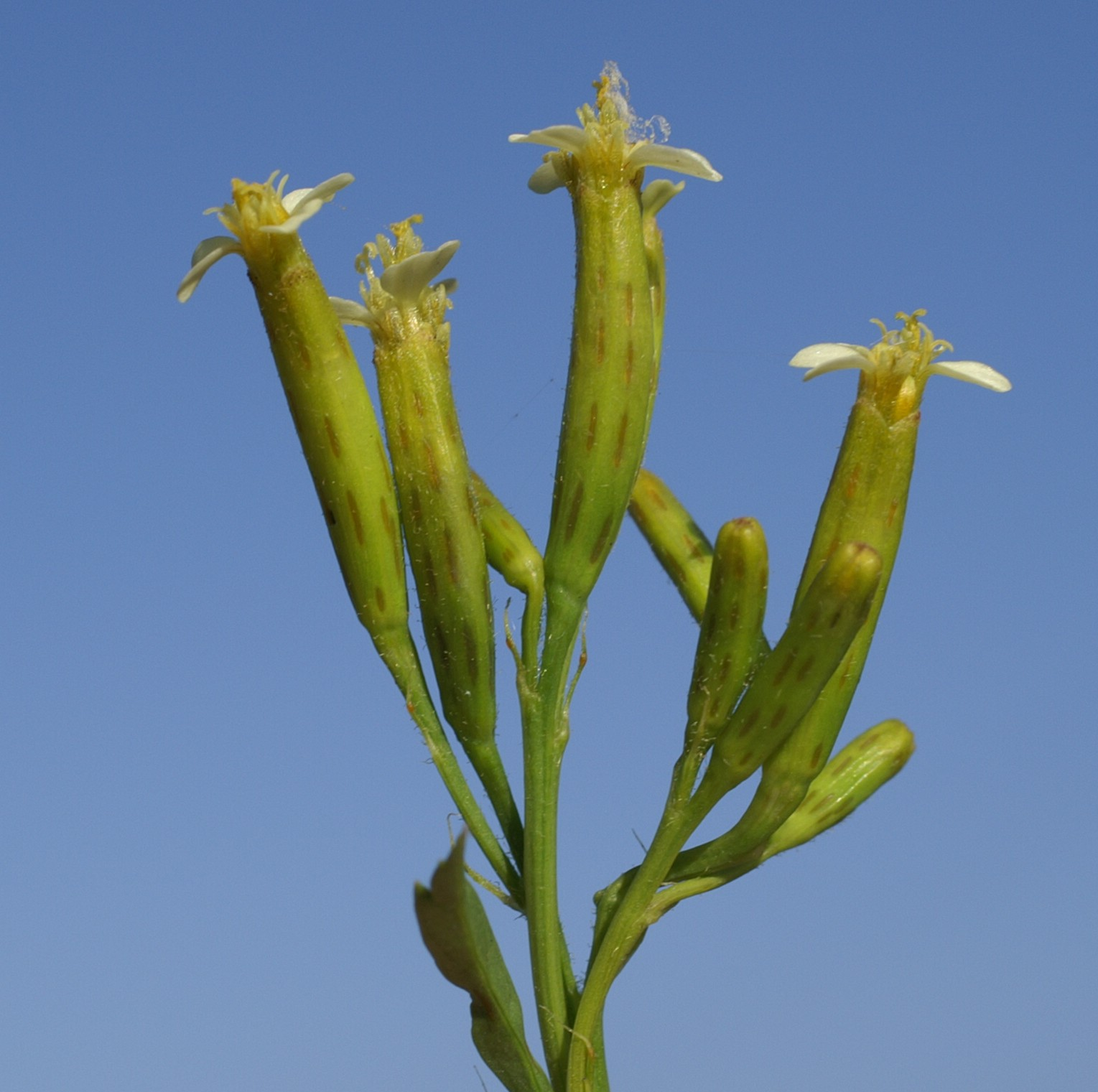
Ausschnitt eines Blütenstandes mit Blütenkörben im Detail

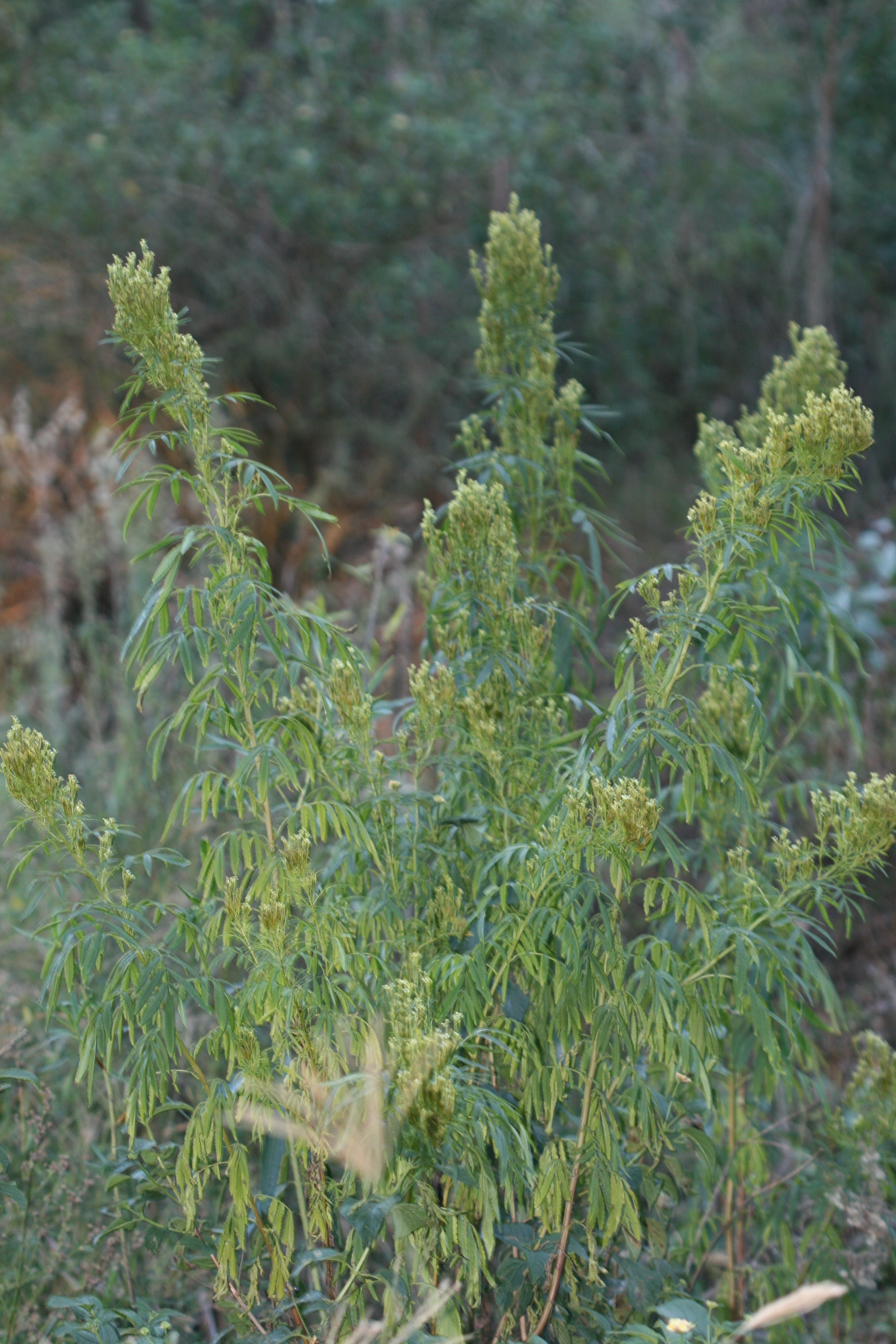
Habitus

### Vegetative Merkmale
Tagetes minuta wächst als einjährige, stark duftende und aufrechte krautige Pflanze und erreicht Wuchshöhen von bis zu 1–2 Metern.
Sie hat gestielte, meist gegen- oder im oberen Teil wechselständige, zerschnittene, kahle Laubblätter mit 9–17 gegen- oder wechselständigen Lappen, die wie unpaarig gefiedert erscheinen. Die Mittelader ist leicht geflügelt mit teils kleinen linealen Zähnen. Die schmal-eilanzettlichen bis -lanzettlichen, spitzen Lappen sind am Rand grob spitzig gesägt und/oder gekerbt. Sie besitzen kleine, wärzliche und orange Drüsen. Die schmalen Lappen sind bis etwa 5–11 Zentimeter lang und bis 1 Zentimeter breit. Die im Umriss verkehrt-eiförmigen Blätter sind bis 20–30 Zentimeter lang.

### Generative Merkmale
Die sehr kleinen und duftenden, aufrechten Blüten sind weiß-gelb. Sie stehen zu vielen in achsel- oder endständigen, dichten und schirmrispigen Teilblütenständen in zusammengesetzten Blütenständen. Der außen drüsige, schwach behaarte, 10–15 Millimeter lange, grüne Außenkelch ist schmal-röhrig verwachsen mit kleinen Zipfeln. Auf dem kleinen Blütenkorb sind 2–4 weiße Zungen- und 4–7 gelb-grünliche Röhrenblüten vorhanden. Die kleinen Zungen sind bis etwa 2,5–3,5 Millimeter lang.
Die schmal-konischen, dicht behaarten Früchte, die Achänen sind dunkelbraun und ohne Pappus 5–6 Millimeter lang. Sie besitzen einen kleinen Pappus mit kleinen spitzigen Schuppen sowie meist zwei etwas längere, feingesägte, ungleich lange Grannen.
Die Chromosomenzahl beträgt 2n = 48.

## Vorkommen
Tagetes minuta kommt ursprünglich vor in Argentinien, Brasilien, Chile, Paraguay, Uruguay, Bolivien und Ecuador. Die Art ist ein Neophyt in Spanien, Italien, Slowenien, auf der Balkanhalbinsel, in Afrika, Madagaskar, auf der Arabischen Halbinsel, in Zypern, in der Türkei, in Syrien, im Libanon, in der Kaukasusregion, in Indien, Nepal, Bhutan, Japan, Taiwan, Thailand, Australien, Neuseeland, in den Vereinigten Staaten, in Mexiko und auf Hawaii.

## Kultivierung
Tagetes minuta gedeiht am besten an sonnigen Standorte mit sandigen und gut drainierten Böden. Bei günstigen Bedingungen kann sich Tagetes minuta spontan vermehren und sich als Unkraut ausbreiten. Die Wurzeln scheiden eine Sekretion aus, die das Wachstum von Nematoden sowie von bestimmten anderen Pflanzen hindert.

## Verwendung
Der Huacatay wird zum Marinieren von Fleischgerichten und zum Zubereiten von Käsesoßen, wie der Ocopa aus der südperuanischen Region Arequipa, verwendet.
Zusammen mit Chincho (Tagetes elliptica) ist Huacatay ein Gewürz bei der Pachamanca, dem traditionellen Festessen der Andenbewohner, bei welchem  Fleisch, Kartoffeln und weitere Gemüsesorten in einem mit heißen Steinen erhitzten, mit Erde und Wolldecken zugedeckten Erdloch gekocht werden.
Zur Zubereitung der Huacatay-Soße werden nur die frischen, von Hand gerupften, von den Stängeln befreiten, einzelnen Blätter verwendet. Die Blätter können im Mixer mit Öl, Chili und anderen Gewürzen zu einer Pesto-Masse oder mit Frischkäse, Milch und ggf. Erdnüssen zubereitet werden. Trockene Blätter verlieren fast vollständig ihr charakteristisches Aroma.
Zu Fleischgerichten wird ein Zweig mit in den Topf gegeben und nach dem Kochen entfernt. Huacatay ist sehr ergiebig und ein Zweig mit 6–8 Blättern reicht für 6 bis 8 Portionen Soße bzw. Fleischportionen.
Wegen seines starken Duftes werden derzeit die Wirkungen der Pflanze als Insektenrepellent untersucht.
Ähnlich ist Tagetes lucida aus Mittelamerika.